# Чакон, Томас
Томас Чакон Йона (исп. Thomás Chacón Yona; род. 17 августа 2000, Пальмитас, Уругвай) — уругвайский футболист, полузащитник клуба «Беллинцона».

## Клубная карьера
Чакон — воспитанник клуба «Данубио». 23 ноября 2017 года в матче против «Эль Танке Сислей» он дебютировал в уругвайской Примере.
7 августа 2019 года Чакон перешёл в клуб MLS «Миннесота Юнайтед», получив статус молодого назначенного игрока. В североамериканской лиге он дебютировал 22 августа в матче против «Спортинга Канзас-Сити».
5 апреля 2021 года Чакон вернулся играть на родину, отправившись в аренду в «Ливерпуль» из Монтевидео до конца года с опцией выкупа. За «Ливерпуль» он дебютировал 16 мая в матче стартового тура апертуры 2021 против «Депортиво Мальдонадо». 1 августа в матче против «Монтевидео Сити Торке» он забил свой первый гол за «Ливерпуль».
26 января 2022 года Чакон покинул «Миннесоту Юнайтед», после того как клуб осуществил выкуп гарантированного контракта игрока.
В августе 2022 года Чакон подписал контракт с клубом швейцарской Челлендж-лиги «Беллинцона». Дебютировал за «Беллинцону» он 21 августа в матче первого раунда Кубка Швейцарии 2022/23 против «Виднау».

## Международная карьера
В 2017 года Чакон в составе юношеской сборной Уругвая принял участие в юношеском чемпионат Южной Америки в Чили. На турнире он сыграл в матчах против команд Чили и Боливии. В поединке против боливийцев Густаво забил гол.